# Virginija
Virginija (Virginia) (Livije 3, 44-58; Valerije Maksim 6, 1). 
Slučaj poraza korumpirane pravde, iz legendarne povijesti staroga Rima. Apije Klaudije (Appius Claudius), decemvir -jedan iz niza od deset zakonoša iz 5.st. pr. Kr. - potajice poželje jednu djevicu, kćer časnoga centuriona. S jednim od svojih podređenih skova urotu kako da je se dočepa. Čovjek je morao postaviti zahtjev da mu se djevojka preda kao bivša robinja pa da se parnica iznese pred Apija, koji će presuditi u korist podređenoga. Tako se i zbude, ali ne bez protivljenja Virginijina zaručnika. No, prije negoli je trebalo da djevojka bude odvedena, otac zgrabi nož u jednoj mesnici i nasmrt je izbode. 
Tema se javlja u talijanskom renesansnom i baroknom alikarstvu, i prikazuje Apija na sudačkoj stolici. Pred njim je centurion pripravan da izbode kćer. Apijev se podli pomagač može prepoznati među nazočnim vojnicima i ženama.